# Aligot

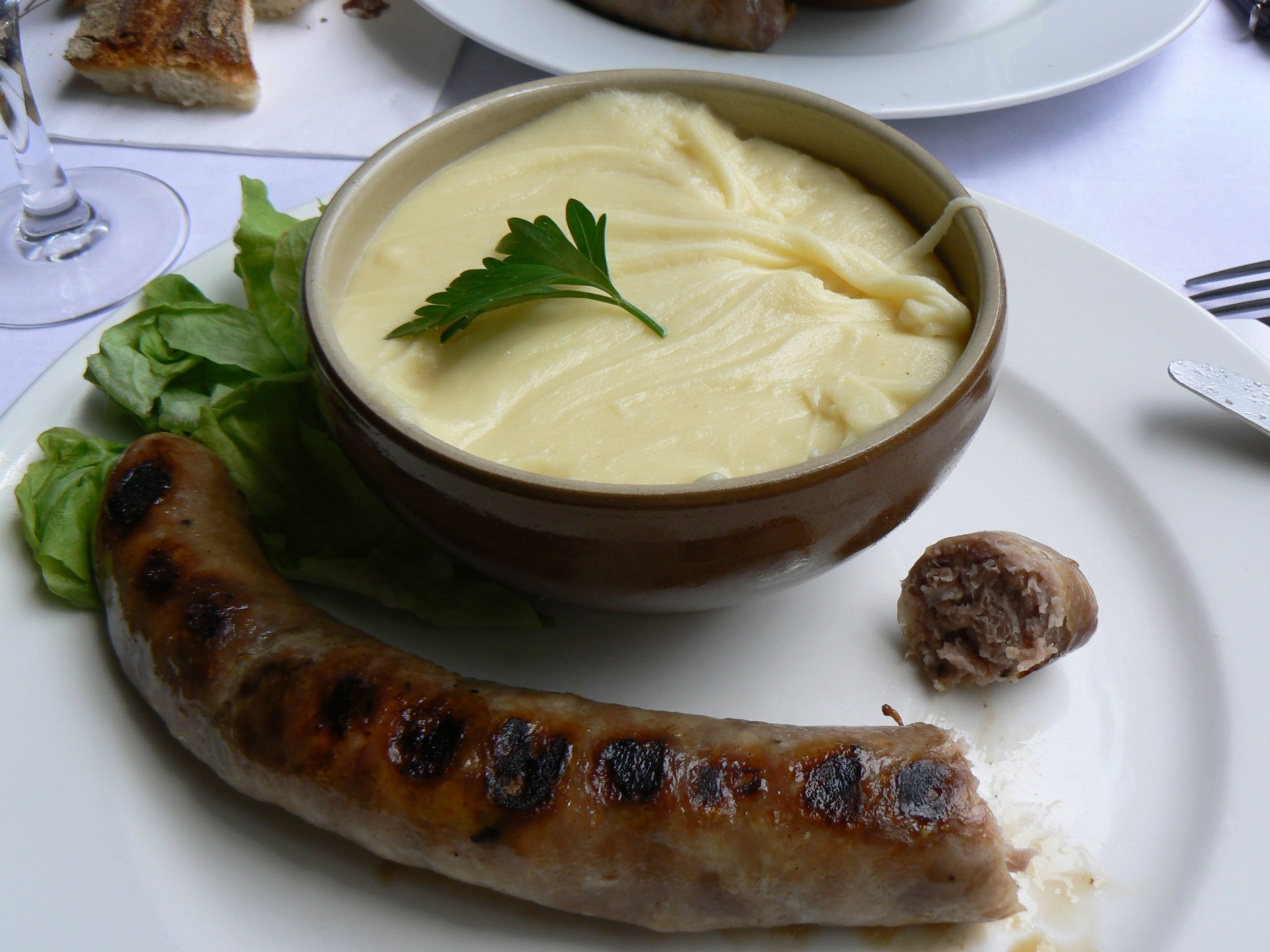
Aligot als Beilage zur Bratwurst

Aligot oder Aligot de l’Aubrac ist ein ursprünglich von Mönchen zur Verköstigung von Pilgern entwickeltes und später bäuerliches Gericht des Aubrac aus Kartoffeln und Käse. Er wird heute meist als Beilage serviert.

## Geschichte
Der Aligot ist eine Spezialität des Aubrac, die in anderer Form schon vor der Einführung der Kartoffel nach Europa in der Klosterküche des Hospital von Aubrac zur Versorgung durchreisender Pilger zubereitet wurde. Seinerzeit war der Aligot eine Speise aus Brühe und darin aufgelöstem Brot und Käse, die den Pilgern auf dem Weg nach Santiago de Compostela gereicht wurde. Nach dem Niedergang des Pilgerwesens wurde der Aligot zur Speise der Bergbauern, die ihn in ihren Burons, im Sommer bewohnten Steinhütten auf den Hochplateaus des Aubrac, für den eigenen Verzehr herstellten. Erst im 18. Jahrhundert, als nach einer Missernte das Brot notgedrungen durch Kartoffeln ersetzt wurde, entstand der Aligot in der heutigen Form. Mit der Landflucht seit dem 18. Jahrhundert hat die Speise Paris und dann ganz Frankreich erreicht, und sich dabei von einem Armeleuteessen zu einem festlichen Gericht gewandelt.

## Zubereitung

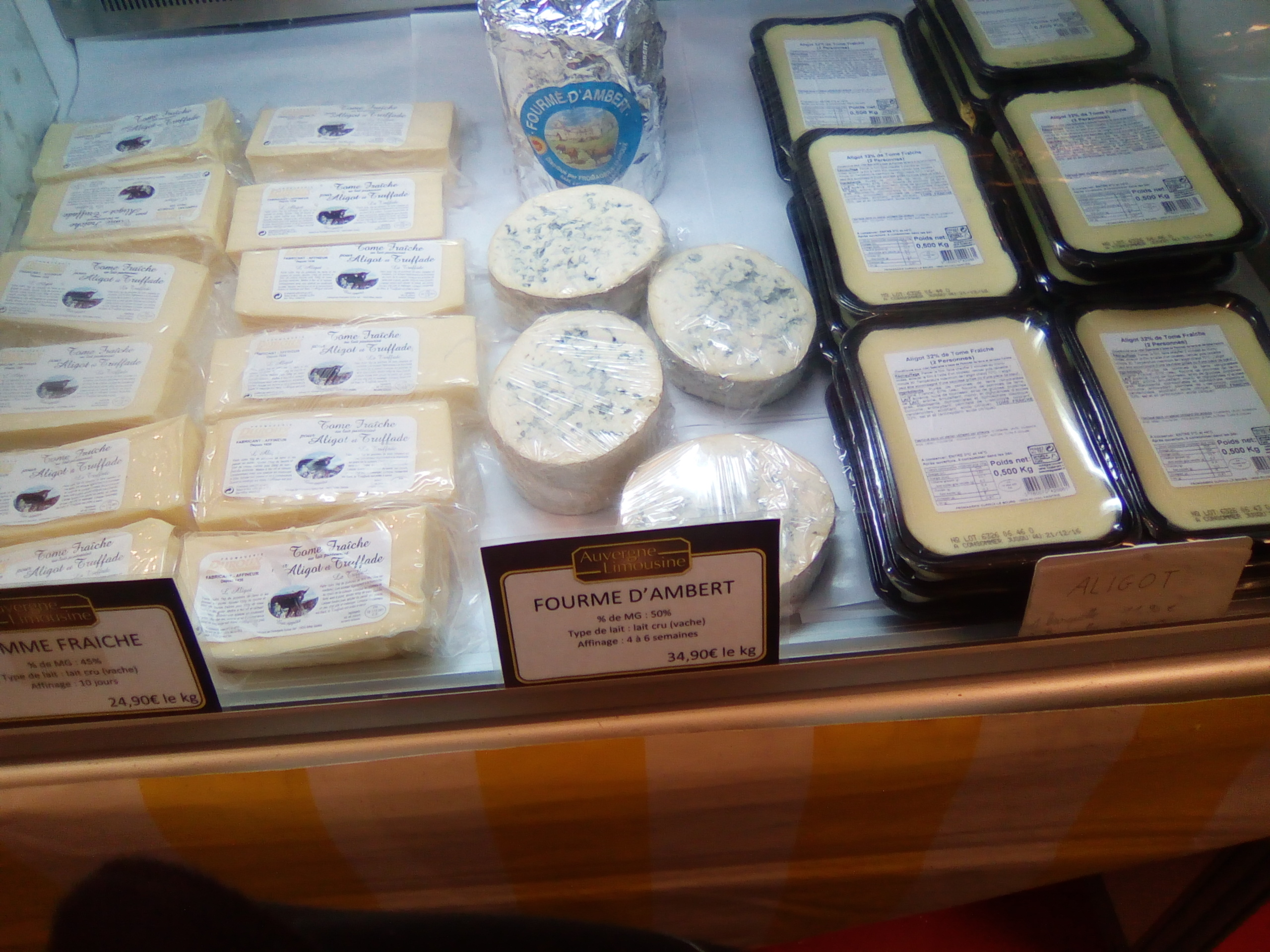
Abgepackt in einer Käsetheke (rechts)

In den bäuerlichen Haushalten der Auvergne war die Zubereitung des Aligot wegen des hohen Kraftaufwands beim Unterschlagen des Käses oft die Aufgabe der Männer. Das galt besonders bei Hochzeiten und Dorffesten, wenn die geforderte Menge sehr groß war.
Die Hauptzutaten für den Aligot sind gestampfte Kartoffeln, Tomme fraîche und zumeist Knoblauch. Tomme fraîche ist ein nur leicht fermentierter, ungesalzener und stark gepresster Frischkäse, der je nach Region dem Herstellungsprozess von Laguiole, Cantal oder Salers entnommen wird. Für Aligot verwendet man den Tomme fraîche de Cantal, dessen Textur dem Mozzarella ähnelt.
Der Aligot wird in zahlreichen Varianten zubereitet. Ein klassisches Rezept basiert auf gekochten mehligen Kartoffeln, die heiß mit Butter, Milch, Knoblauch, Pfeffer und gelegentlich unter Zugabe von Sahne oder Crème fraîche gestampft werden. Der in dünne Scheiben geschnittene Käse wird in die heiße Kartoffelmasse geschlagen, bis er geschmolzen ist. Der Anteil des Käses variiert von etwa ein Viertel der Kartoffelmenge bis zu einem sehr reichhaltigen Aligot mit Kartoffeln und Käse zu gleichen Teilen. Danach kann der zähe Aligot mit einem Löffel mehr als zwei Meter ausgezogen werden. Er wird in diesem Zustand sofort verzehrt, entweder als eigenständige Mahlzeit oder als Beilage zu Bratwürsten der Region oder gebratenem Speck. Er wird auch zu Lammbraten empfohlen und kann zum Beispiel mit schwarzen Trüffeln veredelt werden. Heute wird fertig zubereiteter Aligot abgepackt in Kühltheken und als Tiefkühlprodukt angeboten.